# McPherson Square
McPherson Square è una stazione della metropolitana di Washington, situata sul tratto comune delle linee blu, arancione e argento. Si trova tra McPherson Square e Franklin Square, ed è la stazione più vicina alla Casa Bianca.
È stata inaugurata il 1º luglio 1977, contestualmente all'apertura della linea blu.
La stazione è servita da autobus dei sistemi Metrobus (anch'esso gestito dalla WMATA) e Loudoun County Commuter Bus, da autobus della Maryland Transit Administration e della Potomac and Rappahannock Transportation Commission e dal DC Circulator.